# 2015 en Inde
Chronologie de l'Inde
- 2011
- 2012
- 2013
- 2014
- 2015
- 2016
- 2017
- 2018
- 2019

Cette page concerne les évènements survenus en 2015 en Inde :

## Évènement
- Lancement des satellites GSAT-15 (en), INSAT-4E et IRNSS-1D.
- 20 mars : Accident ferroviaire de Bachhrawan
- 1er-11 avril : Opération Raahat (en)
- fin mai : Vague de chaleur en Inde
- 1er juin
  - Meurtre de Jagendra Singh
  - Mort d'Aruna Shanbaug
- 26 octobre : Séisme en Afghanistan)
- novembre-décembre : Inondations dans le sud de l'Inde

## Cinéma
- 31 janvier : 60e cérémonie des Filmfare Awards

### Sorties de films
- 36 Vayadhinile
- Aligarh
- Bajirao Mastani
- Bajrangi Bhaijaan
- Bhaag Johnny
- Bombay Velvet
- Brothers
- Déesses indiennes en colère
- Dilwale
- Dolly Ki Doli
- Dum Laga Ke Haisha
- Fan
- Har Har Byomkesh
- I
- India's Daughter
- Jazbaa
- Katti Batti
- La Légende de Baahubali - 1re partie
- Loev
- Masaan
- Meru
- Mr. Airavata
- Phantom
- La Quatrième Voie
- Rana Vikrama
- La Saison des femmes
- Shaandaar
- Talvar
- Tamasha
- Umrika
- Un trésor appelé Amour
- Vedalam

## Littérature
- Ajaya: Rise of Kali (en), roman d'Anand Neelakantan (en)
- The Bard of Blood (en), roman de Bilal Siddiqi
- The Debt Collector's Due (en), roman d'Adhirath Sethi.
- The Devourers (en), roman d'Indrapramit Das (en)
- Everyone Has a Story (en), roman de Savi Sharma (en)
- Finders, Keepers (en), roman de Sapan Saxena (en)

## Sport
- Championnat d'Inde de football 2014-2015
- Finale de la ligue mondiale de hockey sur gazon masculin 2014-2015 à Raipur.
- Indian Super League
- Saison 2015 de l'International Premier Tennis League
- 5-11 janvier : Tournoi de tennis de Madras
- 8-13 septembre : CCI International (squash)